# Gálvölgyi János
Gálvölgyi János (Budapest, 1948. május 26. –) Kossuth- és Jászai Mari-díjas magyar színművész, parodista, szinkronszínész, érdemes művész, a Halhatatlanok Társulatának örökös tagja.

## Életpályája
A Madách Gimnáziumban érettségizett. Kitanulta a fényképészszakmát, 1967–68-ban a Révai Nyomda kemigráfus (=klisékészítő) fényképészeként dolgozott. Az 1968-as Ki mit tud? című kulturális tehetségkutató műsorban tűnt fel parodistaként. 1973-ban elvégezte a Színház- és Filmművészeti Főiskolát, karrierje a Thália Színházban indult. 1993-ban átszerződött a Madách Színházba, ahol 2012-ig játszott. Ezt követően főleg a Játékszínben szerepelt. 2023 májusában állandó tag lett Pintér Béla és Társulatában.
Elsősorban komikus darabokban játszik, rendkívüli népszerűségnek örvend. A Rádiókabaré és a Heti Hetes című tévéműsor rendszeres vendége, saját műsora, a Gálvölgyi Show havonta volt látható az RTL Klubon. A Klubrádióban hallható Ötös műsorvezetője volt 2023-ig. Szinkronszínészként is kedvelt, Benny Hill, illetve Harry Klein (Derrick) állandó magyar hangja volt. 45 kabaréjelenetben és nyolc játékfilmben szerepelt. Legemlékezetesebb alakítása a Csinibaba című filmben volt. 2015. július 21-én megjelent új videóklipje, amelyben Kis Grófo Bulibáró c. dalát szavalja. Több mint 1 100 000-szer tekintették meg a YouTube-on. Száz színházi bemutatót, 53 paródiát láthattunk eddig[mikor?] tőle. Sok szilveszteri műsorban is feltűnt. A Petőfi Rádió Kettőtől hatig című kívánságműsorának – amelynek később Kettőtől ötig lett a címe – egyik műsorvezetője volt.
A Gór Nagy Mária Színitanoda színészmesterség-tanára volt.
2023. május 10-én légzési nehézségekkel szállították kórházba, majd rövidesen intenzív osztályra került. Öt nappal később már túl volt az életveszélyen. Rosszullétének oka tüdő- és szívelégtelenség.

## Magánélete
Szülei Gálvölgyi János és Gumbinger Mária. Nős, felesége Gálvölgyi (született: Gács) Judit, műfordító, akivel 1971-ben házasodtak össze. Két gyermekük született: 1973-ban Eszter, 1975-ben Dóra. Veje, Kövesdi Péter újságíró. Apósa Rodolfo, a híres bűvész volt. Hobbija a bohócgyűjtés.

## Színházi szerepei
- Aldo Nicolaj: Hárman a padon (bemutató: 2021, Orlai Produkciós Iroda)
- Pintér Béla: Marshal Fifty-Six... A Marsall (Stefánka László) (bemutató: 2021, Pintér Béla Társulat)
- Végszó (bemutató: 2019, Rózsavölgyi Szalon)
- Peter Quilter: Mennyei hang!... St. Clair (bemutató: 2018, Játékszín)
- Ladislav Fuks: A hullaégető (bemutató: 2017, Orlai Produkciós Iroda)
- Noel Coward: Vidám kísértet... Charles (bemutató: 2015, Játékszín)
- Kodály Zoltán: Háry János... Ebelasztin (bemutató: 2014, Szegedi Szabadtéri Játékok)
- Agatha Christie: És már senki sem, avagy a Tíz kicsi néger... Lawrence Wargrave (bemutató: 2014, Játékszín)
- Edward Taylor: Legyen a feleségem!... Bill McGregor (bemutató: 2014, Játékszín)
- Jack Popplewell – Robert Thomas: A hölgy fecseg és nyomoz...Henri Grandin (bemutató: 2013, Játékszín)
- John Buchan – Alfred Hitchcock: 39 lépcső... több szerepben, Bemutató:2009. március 14., Madách Színház
- Neil Simon: A Napsugár fiúk... Willie Clark, Bemutató: 2012. december 8., Madách Színház
- Anthony Shaffer: Ördöglakat... Andrew Wyke, bemutató: 2011. január 14., Thália Színház
- Arthur Miller: Alku... Gregory Solomon, bemutató: 2000. március 10., Örkény István Színház
- Donald Churchill: Édes bosszú, bemutató: 1999. április 16., Játékszín
- Molnár Ferenc: Egy, kettő, három... Norrison, bemutató 2001. november 10. Madách Színház
- Három komédia, bemutató: 2005. május 20. Madách Színház
- Hotel Plaza, bemutató: 1995. október 13. Játékszín
- Molnár Ferenc: Az ibolya... Igazgató, bemutató: 2001. november 10. Madách Színház
- Bernard Slade: Jövőre, veled, ugyanitt 2... George, bemutató: 2007. november 30. Madách Színház
- Thomas Stearns Eliot: Macskák... Tus, Gastrofar George, bemutató: 2007. július 6. Dóm tér, Szeged
- A Nagy Buli, bemutató: 2001. szeptember 23. Vörösmarty Színház
- Ne most drágám!, bemutató: 1995. március 31. Madách Színház
- Nem ér a nevem, bemutató: 1997. szeptember 28. Örkény István Színház
- Producerek, bemutató: 2006. június 2. Madách Színház
- A Sárkány, bemutató: 2003. március 29. Örkény István Színház
- "Színház az egész…", bemutató: Madách Színház
- Utolsó hősszerelmes, bemutató: 1996. október 24. Örkény István Színház
- Katona József: Bánk bán... Ottó
- William Shakespeare: Lóvátett lovagok... Holofernés
- Heltai Jenő: A néma levente
- A doktor úr
- Háború és béke
- Gömböc úr
- A kegyenc
- Őrült nők ketrece, bemutató: 1984. május 15.
- Kaviár és lencse
- Weekend
- Leszállás Párizsban
- Lány a levesemben
- Rokonok
- Ölelj át!
- Riviera
- Komédiások
- A kölyökkor álmai
- Én összeféltem magam
- "Jókedvet adj…", bemutató: 2008. június 3. Madách Színház
- Mária főhadnagy, bemutató: 2004. május 28. Budapesti Operettszínház
- Jóból is megárt a kevés, bemutató: 1983. október 8. Thália Színház
- Volt egyszer egy Városliget, bemutató: 1984. november 20. Thália Színház
- Baby Jane, bemutató: 1997. január 31. Madách Kamara
- Neil Simon: Furcsa pár… Oscar Madison, bemutató: 2011. október 26., Madách Színház
- Neil Simon: Furcsa pár – Furcsán!… Felix Unger, Bemutató: 2011. október 26., Madách Színház

## Filmjei

### Játékfilmek
- Hét tonna dollár (1973)
- Dóra jelenti (1978)
- Kojak Budapesten (1980)
- Első kétszáz évem (1985)
- Az elvarázsolt dollár (1985)
- Csinibaba (1997)
- Rap, Revü, Rómeó (2004)
- Magyar vándor (2004)
- Le a fejjel! (2005)

### Tévéfilmek
| - Karagőz (1973) - A Mézga család különös kalandjai (1974) - Örökzöld fehérben feketében 2. (1974) - Az ezeregyéjszaka meséi (1974) - Sztrogoff Mihály (1975) - Bach Arnstadtban (1975) - A peleskei nótárius (1975) - Állítsátok meg Arturo Uit! (1975) - Csontváry (1975) - Robog az úthenger (1976) - Sakk, Kempelen úr! (1976) - Varjúdombi mesék (1977 - mesélő) - Mákszem Matyi (1977) - Földünk és vidéke (1978) - Vakáción a Mézga család (1978 - narrátor) - Amerikai komédia (1978) - Lóden-Show (1980) - Családi kör (1980) - A Mi Ügyünk, avagy az utolsó hazai maffia hiteles története (1980) - Hol colt, hol nem colt (1980) - Varázsgömb (1981) - Petőfi 1-6. (1981) - Szeszélyes évszakok (1981) - Humorista a mennyországban (1982) - Mikkamakka, gyere haza! (1982) | - A névtelen vár 1-6. (1982) - Torta az égen (1984) - Szálka hal nélkül (1984) - Idegenek (1985), r.: Mihályfy Sándor - Üvegvár a Mississippin (1985) - Charley nénje (1986) - A védelemé a szó (1 epizód, 1988) - Lili (1989) - Patika (2 epizód, 1995) - A körtvélyesi csíny (1995) - Szamárfül, avagy ió, ció, áció (1996) - Miért pont én? (1998) - Pasik! (2000-2003) - Bajor-show (2004) - Akarsz-e bohóc lenni? - Buci királyfi megpróbáltatik - Kern András-bohózatok - L… mint Latabár - Színem-java - Mestersége: Rátonyi - Mesél a pesti Broadway - Keresztanyu (2021–2022) |

### Szinkronszínészként
- Krisztina királynő (1933) – francia nagykövet, Georges Renavent
- Charlie Chan Londonban (1934) – Charlie Chan, Warner Oland
- Lolita (1962) – Claire Quilty, Peter Sellers
- A piszkos tizenkettő (1967) – Stuart Kinder százados (Ralph Meeker)
- A hullaégető (1969) – Karel Kopfrkingl (Rudolf Hrusínský)
- Pacsirták cérnaszálon (1969) – Trustee (Rudolf Hrusínský)
- Gyalog galopp (1974) – Herbert herceg (Terry Jones)
- Egy zseni, két haver, egy balek (1975) (Mokép-féle szinkron) – Bill Locomotiva (Robert Charlebois)
- Pampalini (1975)
- A bíró és a hóhér (1975) – Tschanz nyomozó, (Jon Voight)
- A legkisebb ugrifüles (1975-1976) – Brekkencs
- Todo modo (rendezte: Elio Petri, 1976) – TV-bemondó (Guerrino Crivello)
- Seriff és az idegenek (1980)
- Forró szél (1980) – Slobodan Mihajlović, Bob (Bora Todorović)
- Vízipók-csodapók (1982-1984) – Fűrészeslábú szöcske, további szereplő
- Vízipók-csodapók (1982) – Fűrészeslábú szöcske
- Az erdő kapitánya (1988) – Eleméri Ede
- Sárkány és papucs (1989) – Sir Lancelot
- Krisztofóró (1990-1996) – Krisztofóró
- Segítség, hal lettem! (2000)
- The Benny Hill Show – Benny Hill
- A felügyelő (1969–1976) – Harry Klein (Fritz Wepper)
- Derrick (1974–1998) – Harry Klein (Fritz Wepper) (1. szinkron)
- Macskafogó – Macskalóz kapitány, Félszemű macskalóz, Pilóta, Inas

## Paródiái
| - Kapcsoltam (Rózsa György, 1988) - Zenebutik (Juhász Előd, 1988) - Van benne valami (Vágó István, 1988) - Ablak (Déri János, 1986) - Família Kft. (1994) - Barátok közt (1999) - Dáridó (1999) - Receptklub (1999) - A leggyengébb láncszem - Legyen Ön is milliomos! - Kisváros - Mónika - Szomszédok - Esmeralda - Rabszolgasors - Isaura - Kész átverés - Meri vagy nem meri - Koóstoló - Csiszár.hu - Időjárás RTL klub (1999, 2007) - Koncertparódia Körmendi Jánossal - Életveszélyben - Kölyökklub - Kedvenceink - 100-ból egy - Zsákbamacska - Való Világ 2002 | - Fókusz - Mokka - Jogi esetek - Egri János paródia - Magyar foci paródia - Harry Potter - Dalok prózában - Telemázli - Játékzóna paródia - A keresztapa - Májkel Flepni - Nótaszó - Vészhelyzet - Jóban Rosszban - Csernus paródia - A klinika - MMM - Zelki János paródia Az álom én vagyok - Jóslás - Frei dosszié - Áll az alku - Juli suli - Meglepő és mulatságos - Három kívánság - Eger ostroma - Kőmíves Kelemen - Magyarország szépe paródia - Friderikusz show - Falutévé - Exkluzív - Frici, a vállalkozó szellem - Kívánság kosár |

## Kabarészerepei
- A bunkó eladó
- Jelenetek egy házasságban
- Az optikus (Gálvölgyi János, Körmendi János)
- Nyelvvizsgán
- A tanúvallomás -kabaréjelenet
- Eligazítás a faluban
- A tanulmányi eladó
- Csavar (Bolti jelenet)
- Gálvölgyi viccéria
- Társbérlet (Gálvölgyi János, Kern András, Pécsi Ildikó)
- Eszti néni kabaréjelenet (Gálvölgyi János, Kovács Zsuzsa, Szacsvay László, Berényi Ottó)
- Gálvölgyi-Bajor Imre: Gyorsreagálású erők
- Túlóra Hernádi Judit és Gálvölgyi Jánossal
- Vacsoracsata az igazi (Hernádi Judittal)
- Biztos, ami biztos (Hernádi Judittal)
- Ketten beszélnek (Gálvölgyi János, Makay Sándor)
- A jegypénztárnál
- PC ABC kabaréfelvétel (Kern Andrással)
- Fogat fogért (Gálvölgyi János, Hernádi Judit, Koncz Gábor)
- Az apróhirdetés (Gálvölgyi János, Rátonyi Hajnal, Rátonyi Róbert)
- A virágárus (Gálvölgyi János, Körmendi János)
- Az amerikai rokon (Gálvölgyi János, Pécsi Ildikó, Körmendi János)
- A pénzbehajtó (Gálvölgyi János, Szombathy Gyula, Körmendi János)
- A gomba (Gálvölgyi János, Moór Marianna, Harsányi Gábor)
- Munkavállaló (Gálvölgyi János, Kocsis György)
- Bácsi az étteremben (Gálvölgyi János, Mikó István)
- Emberpiacon (Gálvölgyi János, Bajor Imre)
- Házépítés (Gálvölgyi János, Bajor Imre)
- Talált pénz (Gálvölgyi János, Hernádi Judit, Forgács Gábor, Hunyadkürti György, Szilágyi István)
- Volán mögött (Gálvölgyi János, Csala Zsuzsa)
- A távszerelő (Gálvölgyi János, Kern András)
- Az aranyóra (Gálvölgyi János, Kósa András)
- A gyorsreagálású hadtest (Gálvölgyi János, Kern András)
- Orvosnál (Gálvölgyi János, Bajor Imre)
- A kém néni (Gálvölgyi János, Baraabás Kiss Zoltán, Mikó István)
- Kincses térképbolt (Gálvölgyi János, Szeredney Béla)
- Osztálytalálkozó (Gálvölgyi János, Nyertes Zsuzsa, Kocsis György, Pusztaszeri Kornél stb.)
- Nászutasok (Gálvölgyi János, Tóth Enikő, Nyírő Bea, Szombathy Gyula)
- A kalap-kabaré jelenet
- Féltékenység (Gálvölgyi János, Timkó Eszter)
- Vonósnégyes (Gálvölgyi János, Szombathy Gyula, Kern András, Nyertes Zsuzsa, Székhelyi József)
- A milliomosok (Gálvölgyi János, Körmendi János, Nyertes Zsuzsa)
- A mexikói (Gálvölgyi János, Haumann Péter, Szombathy Gyula, Udvaros Dorottya, Schütz Ila, Kósa András)
- Téves telefon (Gálvölgyi János, Piros Ildikó, Balázs Péter)
- Gáz van (Gálvölgyi János, Körmendi János)

## Tévé- és vendégszereplései
- Gálvölgyi show (1978-1994)
- Telepódium
- Tv 1.05 (Tévé Másfél) Mikó Istvánnal (1989-1991?)
- Új Gálvölgyi Show (1991)
- Gálvölgyi Szubjektív (1994)
- Gálvölgyi Show (1998–2011)
- Heti Hetes (1999-2016)
- Pasik! (2000)
- Legyen ön is milliomos (2001)
- Gálvölgyi Show – Avagy Játszd újra, János! (2015)
- Jókedvet adj (Gálvölgyi János és Körmendi János közös estje)
- Keresztanyu (2021–2022) – Sótonyi Frigyes

## Lemezei
- A Gálvölgyi (1986)
- Gálvölgyi: A klónkirály (2002)

## CD-k, hangoskönyvei
- Lúdas Matyi és más Benedek Elek mesék
- Rejtő Jenő: Az elátkozott part
- Rejtő Jenő: A tizennégy karátos autó
- Erich Kästner: Május 35
- Stefan Zweig: Sakknovella – Könyves Mendel
- Vers mindenkinek (Bulibáró) Pixa & Kis Grófo

## Hangjáték
- Czakó Gábor: A szoba (1972)
- Hubay Miklós: Tüzet viszek (1975)
- Erich Kästner: Emil és a detektívek (1976)
- Otfried Preussler: Egy kicsi szellem visszatér (1976)
- Boldizsár Iván: Csizma és szalonna (1978)
- Fáy András: A különös testamentum (1978)
- Kazarosz Aghajan: Anahit (1978)
- Kopányi György: Lekésett szüret (1978)
- Max Lündgren: Az aranynadrágos fiú (1979)
- Szabó Magda: Sziget-kék (1979)
- Mérimée, Prosper: Az etruszk váza (1980)
- Moldova György: Lopni tudni kell (1980)
- SOKFÉLE...a hiúságról (1980)
- Teleki László: Kegyenc (1980)
- Gosztonyi János: Pepita (1981)
- Kamarás István: Lényecske kalandjai (1981)
- Karc - 1981 december (1981)
- Kosztolányi Dezső: Aranysárkány (1982)
- Berkes Péter: S.O.S.! Szobafogság! (1983)
- Dékány András: Kossuth Lajos tengerésze (1983)
- Mark Twain: Huckleberry Finn kalandjai (1983)
- Rudi Strahl: Ádám és Éva ügyében (1984)
- Shaw, G. B.: Az orvos dilemmája (1985)
- Markovits Ferenc: Láttál-e roppant fényt a magasban? (1986)
- Moldova György: Vigyázat, harapok! (1986)
- P. G. Wodehouse: P. G. Wodehouse meséli (1986)
- Humorimpex - Az ember és a bőrönd (1987)
- Rákosy Gergely: Az óriástök (1987)
- Aziz Nesin: Hogyan harcoltam a demokráciáért (1989)
- Szakonyi Károly: Kutyabaj (1991)
- Nyerges András: Hungária szuperkvíz (1992)
- Rákosy Gergely: A kalap (1993)
- Csiky Gergely: Kaviár (1997)

## Könyvei
- Showról showra (1995) ISBN 9638128038
- Szeretem a focit (2004) ISBN 9636951489
- Szeretem a focit. II. félidő (2006) ISBN 9639684023
- Harmadik félidő (2008) ISBN 9789630958141
- Jókedvet adj! (2010) ISBN 9789639971189
- Hivatásos rajongó. Történetek színházról, pályatársakról; riporter Kövesdi Péter; HVG Könyvek, Budapest, 2022 ISBN 9789635652549

## Könyvek róla
- Bóta Gábor: Gálvölgyi 70 (2018) ISBN 9789630992411

## Díjai, elismerései
- Jászai Mari-díj (1980)
- SZOT-díj (1984)
- Érdemes művész (1987)
- Az év nevettetője (1997)
- Karinthy-gyűrű (2000)
- Súgó Csiga díj (2001)
- A Magyar Köztársasági Érdemrend tisztikeresztje (2002)
- Story Ötcsillag-díj (2002) – az év színésze
- Szabad Sajtó-díj (2002)
- Déri János-díj (2003)
- A XIII. kerület díszpolgára (2003)
- Kossuth-díj (2005)
- Pro Urbe Budapest díj (2006)
- Örökös tag a Halhatatlanok Társulatában (2006)
- Radnóti Miklós antirasszista díj (2008)
- A nyíregyházi Vidor Fesztivál életműdíja (2012)
- Budapest díszpolgára (2023)[12]